# 巴黎多菲纳大学
巴黎多菲纳大学（法語：Université Paris-Dauphine-PSL），原系巴黎第九大学，是位于法国巴黎的一所大学，同时也是巴黎文理大学的组成机构。巴黎九大于1968年在北约旧址上建立，拥有管理学、经济学、数学与信息技术与法学学科。
巴黎大学的前身是索邦神学院，1261年正式使用“巴黎大学”一名，与意大利博洛尼亚大学并称世上最古老的大学，被誉为“欧洲大学之母”。后随法国高等教育改革的浪潮，巴黎大学拆分为13所，新生的13所大学各自独立没有隶属关系。

## 校区
学校除在巴黎设有多处校区，在其他国家也有自己的分支机构：
- 王妃门校区
- 拉德芳斯校区
- 伦敦校区
- 马德里校区
- 突尼斯巴黎多菲纳大学

## 主要合作院校
- 美国：纽约大学（斯特恩商学院）；芝加哥大学；威斯康星大学；佐治亚理工学院；波士顿大学；匹兹堡大学；华盛顿大学圣路易斯分校；
- 日本：东京大学；早稻田大学；
- 台湾：国立政治大学；
- 新加坡：新加坡管理大学；新加坡国立大学；
- 香港 ： 香港大學 ；城市大學；
- 中国大陆：清华大学；上海交通大学；浙江大学；同济大学；西南政法大学；
- 丹麦：奥胡斯大学；哥本哈根商学院；
- 比利时：天主教鲁汶大学；布鲁塞尔自由大学
- 俄罗斯：俄罗斯联邦政府财政金融大学

## 双联学位项目院校
- 香港大学
- 香港城市大学